# Windmotor IJsbrechtum
De Windmotor IJsbrechtum is een poldermolen nabij het Friese dorp IJsbrechtum, dat in de Nederlandse gemeente Súdwest-Fryslân ligt, direct ten westen van Sneek.

## Beschrijving
De Windmotor IJsbrechtum staat ongeveer 300 meter ten oosten van het dorp, vlak bij de noordelijke ringweg om Sneek. Het is een Amerikaanse windmotor met een windrad van twaalf bladen, waarvan het bouwjaar niet bekend is. De molen, een rijksmonument, is niet meer maalvaardig en kan ook niet worden bezichtigd. 
De molen is in het beheer van de Molenstichting Súdwest-Fryslân.